# ウィルコックス郡 (ジョージア州)
座標: 北緯31度58分 西経83度26分 / 北緯31.97度 西経83.44度
ウィルコックス郡（ウィルコックスぐん、英: Wilcox County）は、アメリカ合衆国のジョージア州にある郡。郡庁所在地はアビビル (Abbeville)である。2000年国勢調査時の人口は8577人だったが、2007年の推計時には8613人に微増した。
母の日の直前の土曜日には毎年、アビビルでオクマルギー・ワイルド・ドッグ・フェスティバルが開かれる。

## 歴史
1857年12月22日にアーウィン、パラスキ、ドゥーリーの各郡から分離・設立された。設立にはパラスキ郡のノーマン・マクダフィーが尽力した。郡名の由来ははっきりしないが、州議会議員を務め州最高裁の創立に携わったマーク・ウィルコックスか、その息子ジョン・ウィルコックスにちなむとされる。
アメリカ連合国大統領を務めたジェファーソン・デイヴィスは、合衆国軍に捕まる前の最後の夜をこの郡で過ごした。彼の逮捕は連合国の終焉を意味していた。

## 地理
国勢調査局によると、この郡の総面積は993平方キロ（383平方マイル）で、うち984平方キロ（380平方マイル）が陸地、総面積の0.78%にあたる8平方キロ（3平方マイル）が水域となっている。
幹線道路
- 国道129号線
- 国道280号線
- 州道30号線
- 州道112号線
- 州道215号線
- 州道233号線

隣接する郡
- プラスキ郡（北）
- ドッジ郡（東）
- テルフェアー郡（東）
- ベンヒル郡（南）
- ターナー郡（南西）
- クリスプ郡（西）
- ドゥーリー郡（北西）

## 人口動態
2000年の国勢調査時点で、この郡には8577人、2785世帯、1977家族が暮らしている。人口密度は1平方キロあたり9人で、平方マイルに換算すると23人となる。住居数は3320軒で、1平方キロに平均3軒（1平方マイルあたりでは9軒）が建っていることになる。住民のうち白人は62.61%、アフリカ系は36.21%、ネイティブ・アメリカンは0.09%、アジア系は0.16%、太平洋諸島系は0.01%、その他の人種は0.48%、混血は0.43%、ヒスパニック（ラテン系）は1.62%を占める。

2000年国勢調査の結果をもとに作成した郡の人口ピラミッド

2785世帯のうち32.5%は18歳未満の子どもと暮らしており、52.1%は夫婦で生活している。15.0%は未婚の女性が世帯主であり、29.0%は家族以外の住人と同居している。26.7%が独り身世帯で、13.3%を独居老人の世帯が占める。1世帯あたりの平均構成人数は2.55人、家庭の平均構成人数は3.09人である。
住民のうち22.8%が18歳未満の未成年、9.6%が18歳以上24歳以下、31.2%が25歳以上44歳以下、22.8%が45歳以上64歳以下、13.5%が65歳以上となっており、平均年齢は37歳である。女性100人に対して男性が123.7人いる一方、18歳以上の女性100人に対しては131.0人いる。
一世帯あたりの平均収入は2万7483米ドル、家族ごとでは3万4968米ドルである。男性の平均収入は2万7171米ドル、女性の平均収入は2万366米ドルで、労働者でない人々も含めた住民一人当たりの収入は1万4014米ドルとなる。総人口の21.0%、家族の16.8%、18歳未満の子どもの29.8%、および65歳以上の高齢者の21.3%は貧困線以下の収入で生計を立てている。

## 都市および町
- アビビル (en:Abbeville, Georgia)
- オーウェンズボロ (Owensboro)
- パインビュー (en:Pineview, Georgia)
- ピッツ (en:Pitts, Georgia)
- ロチル (en:Rochelle, Georgia)
- セビル (Seville)